# Campeonato do México de Ciclismo Contrarrelógio
Os Campeonatos do México de Ciclismo Contrarrelógio organizam-se anualmente e ininterruptamente desde o ano 2000 para determinar o campeão ciclista do México de cada ano, na modalidade.
O título outorga-se ao vencedor de uma única prova, na modalidade de contrarrelógio individual. O vencedor obtém o direito a portar um maillot com as cores da bandeira do México até campeonato do ano seguinte, somente quando disputa provas contrarrelógio.

## Pódios dos campeonatos masculinos
| Ano  | Ganhador                 | Segundo                | Terceiro               |
| ---- | ------------------------ | ---------------------- | ---------------------- |
| 2000 | Eduardo Graciano         | Sidharta Camil         | Florencio Ramos Torres |
| 2001 | Camil Siddharta          | Christian Valenzuela   | Domingo Gonzalez       |
| 2002 | Eduardo Graciano         | Manuel Hernandez       | Christian Valenzuela   |
| 2003 | Eduardo Graciano         | Jesús Zarate Estrada   | Domingo Gonzalez       |
| 2006 | Fausto Esparza           | Cuitlathuac Ayala      | Antonio Aldape         |
| 2007 | Juan Pablo Magallanes    | José Isabel Garcia     | Cuitlahuac Ayala       |
| 2008 | José Manuel García Ponce | Juan Pablo Magallanes  | Luis Alfredo Gutierrez |
| 2009 | Ignacio Sarabia          | Bernardo Colex         | Domingo Gonzalez       |
| 2010 | Raúl Alcalá              | Ignacio Sarabia        | Carlos López González  |
| 2011 | Bernardo Colex           | Gregorio Ladino        | Carlos López González  |
| 2012 | Bernardo Colex           | Luis Pulido            | Héctor Rangel          |
| 2013 | Bernardo Colex           | Héctor Rangel          | Carlos López González  |
| 2014 | Bernardo Colex           | Flavio de Luna         | Ignacio Sarabia        |
| 2015 | Flavio de Luna           | Juan Pablo Magallanes  | Héctor Rangel          |
| 2016 | Juan Pablo Magallanes    | Moisés Aldape Chávez   | Christian Valenzuela   |
| 2017 | Ignacio de Jesús Prado   | Luis Villalobos        | Uri Martins            |
| 2018 | Luis Villalobos          | Luis Enrique Lemus     | Juan Pablo Magallanes  |
| 2019 | Luis Villalobos          | Ignacio de Jesús Prado | René Corella           |
| 2020 | Ignacio de Jesús Prado   | Ulises Castillo        | Juan Pablo Magallanes  |
| 2021 | Ignacio de Jesús Prado   | Omar Aguilera          | Mario Zamora           |
| 2022 | Ignacio Sarabia          | José Alfredo Santoyo   | Ulisses Castillo       |

### Esperanças
| Ano  | Ganhador                | Segundo             | Terceiro               |
| ---- | ----------------------- | ------------------- | ---------------------- |
| 2003 | Luis Macías             |                     |                        |
| 2006 | Omar Cervantes          | Abundio Guerrero    | Rodolfo Ávila          |
| 2007 | Omar Cervantes          | Rodolfo Ávila       | Miguel Ángel Hernández |
| 2008 | Rodolfo Ávila           | Luis Pulido         | Luis Zamudio           |
| 2009 | Jonathan Islas          | César Vaquera       | Alejandro Morales      |
| 2010 | Rodolfo Ávila           |                     |                        |
| 2011 | Uri Martins             | Luis Lemus          | René Corella           |
| 2013 | Rodolfo García          | Juan Enrique Aldapa | Ignacio Prado          |
| 2014 | Ignacio Prado           | Alfredo Santoyo     | Efrén Santos           |
| 2015 | Ignacio Prado           | Alfredo Santoyo     | Fernando Arroyo        |
| 2016 | Alfredo Santoyo         | Jhonatan Casillas   | Gerardo Medina         |
| 2017 | Jhonatan Casillas       | Enrique Serrato     | Luis Francisco Villa   |
| 2018 | Paul Alejandro González | Gerardo López       | Eduardo López Arroyo   |

## Pódios dos campeonatos femininos
| Ano  | Vencedor               | Segundo                  | Terceiro                     |
| ---- | ---------------------- | ------------------------ | ---------------------------- |
| 2006 | Giuseppina Grassi      | Maribel Díaz Esquibel    | Berenice Castro              |
| 2007 | Giuseppina Grassi      | Rosario Peralta          | Maribel Díaz Esquibel        |
| 2008 | Giuseppina Grassi      | Verónica Leal            | Jessica Jurado               |
| 2009 | Verónica Leal          | Giuseppina Grassi        | Jessica Jurado               |
| 2010 | Verónica Leal          | Giuseppina Grassi        | Sofía Arreola                |
| 2011 | Verónica Leal          | Giuseppina Grassi        | Jenny Rios                   |
| 2012 | Íngrid Drexel          | Ana Teresa Casas         | Dulce Pliego                 |
| 2013 | Íngrid Drexel          | Verónica Leal            | Ana Teresa Casas             |
| 2014 | Verónica Leal          | Ana Teresa Casas         | Íngrid Drexel                |
| 2015 | Íngrid Drexel          | Verónica Leal            | Ana Teresa Casas             |
| 2016 | Verónica Leal          | Jessica Bonilla          | Ana María Hernandez          |
| 2017 | Íngrid Drexel          | Verónica Leal            | Carolina Rodríguez Gutiérrez |
| 2018 | Íngrid Drexel          | Brenda Santoyo           | Ana María Hernandez          |
| 2019 | Andrea Ramírez Fregoso | Jessica Bonilla          | Ana María Hernandez          |
| 2020 | Andrea Ramírez Fregoso | Julieta Lledias Villegas | Jessica Bonilla              |
| 2021 | Yareli Acevedo         | Romina Hinojosa          | Adriana Barraza              |
| 2022 |                        |                          |                              |
| 2023 |                        |                          |                              |
| 2024 |                        |                          |                              |